# MH 31. Hunyadi János Gépesített Lövészdandár
A Magyar Honvédség 31. Hunyadi János Gépesített Lövészdandár a Magyar Honvédség harckocsizó, illetve gépesített lövészdandárja volt 1950–1997 között. A magyar fegyveres erők egyik legjobban felszerelt és kiképzett alakulata volt.

## Története
Az alakulat 1950. április 15-én alakult meg Esztergomban, mint Páncélos Kiképző Tábor. A Páncélos Tisztes Iskola állományában előbb a T–34-es harckocsi majd a ZU–122 rohamlöveg került bevezetésre. Az ezredszintű szervezet 1951. novemberében áttelepült Rétság helyőrségbe. Ezt követően a HM Páncélos Parancsnokság alárendeltségében, mint Páncélos Tiszthelyettes Kiképző Ezred szerepelt.
Az 1956-os forradalom és szabadságharc eseményei nem kerülték el az ezredet sem. Ez idő tájt parancsnoka Garami Lajos alezredes volt, törzsfőnöke Pálinkás-Pallavicini Antal őrnagy, aki az ezred egyik legnépszerűbb tisztje volt. A Felsőpetényben raboskodó Mindszenty József bíboros őrzését az ÁVH tovább nem végzi, ezért az ezredtől kértek segítséget, hogy biztosítsák a bíboros védelmét. Az ezredből pár önkéntes Pallavicini Antal vezetésével a előbb a rétsági Hunyadi János Laktanyába kísérték, majd 1956. október 31-én Budapestre. 1957-ben az őrnagyot kivégezték.
1957. február 5-én a Páncélos Tiszthelyettes Képző Ezredből létrejött a MN 31. Önálló Harckocsi Ezred, amely a 4. Hadsereg
Parancsnokság alárendeltségéből a HM Páncélos- és Gépjármű Csoportfőnökség alárendeltségébe került át. A harckocsiezred alapvető technikáját továbbra is a 67 darab T–34-es harckocsi alkotta. Az ezred egy díszzászlóalja évente részt vett a felszabadulás évfordulója alkalmából rendezett budapesti díszszemléken.
1958. szeptember 1-én az ezred a HM Páncélos- és Gépjármű Csoportfőnökség alárendeltségéből a Magyar Néphadsereg Kiképzési Csoportfőnökségének alárendeltségébe került.
A nagy változást 1961. szeptember 1-én következett be amikor a MN 31. Önálló Harckocsiezred az MN Kiképzési Csoportfőnökség alárendeltségéből MN 31. Harckocsi Ezred elnevezés alatt a megalakuló MN 11. Harckocsi Hadosztály kötelékébe került, mint elsőlépcsős harcoló alakulat. 
Technikai fejlesztések terén 1962. eleje volt kimagasló, amikor 64 db T-54-es harckocsival szerelték fel az ezredet.
Ekkor még 1 kiképző zászlóalj T-34-es harckocsikkal volt felszerelve.
1966-ban megalakult az ezred légvédelmi ütege 4 db ZSZU–57–2 légvédelmi gépágyúval.
Az ezred 1965-ben kapott T–55-ös típusú harckocsikat, majd 1969-ben ezeket a modernebb T–55/A típusúra cserélték. 
Az alakulat részt vett a 8. Gépkocsizó Lövészhadosztály kötelékében az 1968-ban Csehszlovákia megszállásában. A rövid bevonulás során az ezredet atrocitás nem érte.
1969-ben az önjáró légvédelmi tüzérüteget 4 db ZSZU–23–4 „Silka” légvédelmi gépágyúval fegyverezték át.
A technikai fejlesztések a 70-es 80-as években is folytatódtak. 1977-ben létrehozták BLG-67-es hídvető gépekkel a hídvető rajokat. A
felderítőszázadtól kivonták az úszó harckocsikat, és helyettük PSZH-F-et rendszeresítettek. A zászlóalj-törzsfőnöki FUG-ot PSZH-ra cserélték. 1983-ban tovább korszerűsödött az ezred szervezete, növekedett technikai felszereltsége, csapásmérő ereje és manőverezőképessége. Emelkedett a harckészültség és a hadrafoghatóság színvonala. Javultak a személyi állomány élet- és munkakörülményei.
Az ún. RUBIN-feladat keretében, 1987-ben, a MN 31. Harckocsi Ezredet átszervezték, megnevezése MN 31. Harckocsi Dandár lett, és mivel megszűnt a MN 11. Harckocsi Hadosztály annak bázisán létrejövő 1. Gépesített Hadtest állományába került. Az átszervezést követően a dandár 4 harckocsizászlóaljjal, 1 gépesített lövészzászlóaljjal, 1 önjáró tarackos tüzérosztályból, 1 önjáró „Sztrela–1M” légvédelmi rakétaütegből, valamint a harcbiztosítók és kiszolgálók alegységeiből állt. Ekkor érkeztek meg a korszerű, T–55AM típusú harckocsik. 
Az utolsó minőségi változás a rendszerváltozást követően hajtották végre, amikor a harckocsi dandárt gépesített lövészdandárrá alakították át. Ekkor vette fel "Hunyadi János" nevét is.
1995-ben a CFE-szerződés szabta korlátok miatt a MH 31. Hunyadi János Gépesített Lövészdandárt felszámolásra ítélték. A dandár „előkészítő törzzsé” alakult át, majd 1997. július 31-én jogutód nélkül megszűnt.
Az ezred hagyományait a 2001-ben alapított „Hunyadi János Harckocsi Dandár Baráti Kör” ápolja.

## Parancsnokai
- Sárosi György alezredes (1950–1951)
- Galó István őrnagy (1951–1952)
- Szilágyi Dezső alezredes (1952–1954)
- Bujáki Mihály őrnagy (1954–1955)
- Garami Lajos alezredes (1955–1957)
- Varsányi Sándor alezredes (1957–1958)
- Pacsek József őrnagy (1958–1960)
- Kapui László őrnagy (1960–1966)
- Kovács István alezredes (1966–1973)
- Kántor Ferenc alezredes (1973–1975)
- Zárbók Ferenc őrnagy (1975–1977)
- Sajtós László alezredes (1977–1982)
- Kiss Tibor alezredes (1982–1986)
- Borszéki Tivadar alezredes (1986–1991)
- Bíró Zoltán alezredes (1991–1994)
- Bányai Tibor alezredes (1994–1996)
- Boros István alezredes (1996–1997) (megbízott parancsnok)